# 訴諸常識
訴諸常識（Appeal to Common Sense）是一種聲稱某個結論或事情是常識，而不提出理據的謬誤；然而常識未必正確，常識也是會有錯的，被說成是常識的東西也未必真的是常識，因此聲稱一件事情是常識，未必表示就一定是對的。

## 形式
- 「X是對的」是常識
- 所以，「X是對的」[1]

## 例子
例一
常識告訴我們，這裡的紅綠燈只是參考用的，所以在這裡闖紅燈也沒關係。
例二
男生和女生生理及心理都有天生的差異是常識，所以應該要給男生和女生不同的待遇。
例三
司法不可信任、常會冤枉錯判，甚至錯誤地將無罪之人給執行死刑是常識，所以該廢除死刑。
例四
法官會有這樣的見解、會這樣量刑，根本是法學常識，不懂就不要亂罵承審本案的法官是恐龍法官。